# ام‌پی‌ام (روان‌گردان)
ام‌پی‌ام (روان‌گردان) (به انگلیسی: MPM (psychedelic)) با فرمول شیمیایی C۱۴H۲۳NO۳ یک ترکیب شیمیایی است. که جرم مولی آن ۲۵۳٫۳۳۷ g/mol می‌باشد. 